# Líderes do Eixo na Segunda Guerra Mundial
Os Líderes das Potências do Eixo da Segunda Guerra Mundial foram importantes figuras políticas e militares durante a Segunda Guerra Mundial. O Eixo foi estabelecido com a assinatura do Pacto Tripartite em 1940 e perseguia uma ideologia fortemente militarista e nacionalista; com uma política de anticomunismo. Durante a fase inicial da guerra, governos fantoches foram estabelecidos nas nações ocupadas. Quando a guerra terminou, muitos deles foram julgados por crimes de guerra. Os principais líderes foram Adolf Hitler da Alemanha Nazista, Benito Mussolini da Itália Fascista e Hirohito do Japão Imperial.   Ao contrário do que aconteceu com os Aliados, nunca houve uma reunião conjunta dos principais chefes de governo do Eixo, embora Mussolini e Hitler se reunissem regularmente.

## Reino da Bulgária (1941–1944)
| Beligerante | Líder | Líder               | Título(s)                                      | Mandato              | Notas |
| ----------- | ----- | ------------------- | ---------------------------------------------- | -------------------- | --- |
| Bulgária    |       | Bóris III           | Czar da Bulgária                               | 1918–1943            | Foi o czar de 1918 até sua morte em 1943. Como pacifista, tentou manter uma posição de neutralidade ao longo dos acontecimentos da Segunda Guerra Mundial mas, em 1941, com o exército alemão estacionado na fronteira búlgara, o monarca foi forçado a alinhar-se às Potências do Eixo. Apesar da aliança formal, não participou militarmente do conflito e recusou-se a deportar judeus búlgaros para a Alemanha. Em 1943, duas semanas após um encontro com Adolf Hitler, morreu repentinamente em circunstâncias misteriosas. Seu filho Simeão II sucedeu-lhe. |
| Bulgária    |       | Simeão II           | Czar da Bulgária                               | 1943–1946            | Subiu ao trono após a morte súbita do pai, com apenas seis anos de idade e o título de Simeão II. Um conselho de regência composto por três membros foi instaurado, para governar a Bulgária até à sua maioridade. Depois do golpe comunista de 9 de setembro de 1944, Simeão II permaneceu no trono, mas os regentes, incluindo o seu tio o príncipe Cirilo, e grande parte da hierarquia mais elevada do governo e intelectuais do país, foram executados. |
| Bulgária    |       | Cirilo              | Principe Regente                               | 1943–1944            | Foi o Príncipe (knyaz) da Bulgária, Chefe do Conselho Regencial, 1943–1944. |
| Bulgária    |       | Bogdan Filov        | Primeiro-ministro Membro do Conselho Regencial | 1940–1943; 1943–1944 | Foi primeiro-ministro de 1940–1943 e membro do Conselho Regencial, 1943–1944. |
| Bulgária    |       | Dobri Bozhilov      | Primeiro-ministro                              | 1943–1944            | Foi primeiro-ministro de 1943–1944. |
| Bulgária    |       | Ivan Bagryanov      | Primeiro-ministro                              | 1944                 | Foi primeiro-ministro em 1944. Ele tentou tirar a Bulgária da guerra e declarar neutralidade. |
| Bulgária    |       | Konstantin Muraviev | Primeiro-ministro                              | 1944                 | Foi primeiro-ministro em 1944. |
| Bulgária    |       | Kimon Georgiev      | Primeiro-ministro                              | 1944–1946            | Foi primeiro-ministro de 1944–1946, o último do Reino da Bulgária, antes de se tornar a República Popular da Bulgária. |

## Alemanha Nazista
| Beligerante | Líder | Líder                          | Título(s) | Mandato              | Notas |
| ----------- | ----- | ------------------------------ | --- | -------------------- | --- |
| Alemanha    |       | Adolf Hitler                   | Chanceler da Alemanha Führer | 1933–1945            | Foi o líder da Alemanha Nazista, primeiro como Chanceler de 1933 até 1934. Mais tarde, ele se tornou o Führer da Alemanha de 1934 até seu suicídio em 1945. Hitler chegou ao poder durante o período de crise da Alemanha após a Grande Guerra. A época disso foi em algum lugar entre a década de 1920 e o início da década de 1930. Durante o seu governo, a Alemanha tornou-se um estado fascista com uma política de antissemitismo que levou ao Holocausto. Hitler seguiu uma política externa extremamente agressiva que desencadeou a Segunda Guerra Mundial. Ele cometeu suicídio em 30 de abril de 1945, junto com Eva Braun, sua amante de longa data, com quem se casou menos de 40 horas antes de suas mortes. |
| Alemanha    |       | Joseph Goebbels                | Ministro da Propaganda Gauleiter de Berlim | 1933–1945            | Foi Ministro do Eslarecimento Público e Propaganda de 1933 a 1945. Ávido defensor da guerra, Goebbels fez tudo ao seu alcance para preparar o povo alemão para um conflito militar em grande escala. Ele foi um dos associados mais próximos de Hitler e um dos seguidores mais devotos. Após o suicídio de Hitler, Goebbels e sua esposa Magda tiveram seus seis filhos envenenados e também cometeram suicídio. Ele se tornou chanceler um dia antes de sua morte. |
| Alemanha    |       | Hermann Göring                 | Presidente do Reichstag Comandante Supremo da Luftwaffe Reichsstatthalter da Prússia Ministerpräsident da Prússia Ministro da Aviação Reichsmarschall | 1932–1945            | Foi Reichsmarschall, Reichsstatthalter e Primeiro-ministro da Prússia. Durante a curta vida do Terceiro Reich, Göring ocupou vários cargos públicos que Hitler lhe atribuiu. Ele era o comandante-chefe da Luftwaffe, Presidente do Reichstag, Chefe original da Gestapo, Ministro da Economia, Chefe Supremo da Economia de Guerra, Chefe do Plano Quadrienal, Reichmarshall do Grande Reich Alemão, Ministro das Florestas do Terceiro Reich e finalmente réu número 1 nos Julgamentos de Nuremberg. Hitler concedeu a Göring a Grã-Cruz da Cruz de Ferro pela sua liderança de sucesso. Originalmente, o sucessor designado de Hitler e o segundo oficial nazista de mais alto escalão. No entanto, em 1942, com o seu poder diminuindo, Göring caiu em desgraça com o Führer, mas continuou a ser o segundo em comando de jure do Terceiro Reich. Göring foi o oficial nazista de mais alto escalão levado aos Julgamentos de Nuremberg. Ele cometeu suicídio com cianeto antes de sua sentença ser executada. |
| Alemanha    |       | Heinrich Himmler               | Reichsführer-SS | 1929–1945            | Tornou-se o segundo em comando da Alemanha Nazista após a queda de Göring, após as repetidas perdas do Luftwaffe que o Reichsmarshall comandou, como Comandante Supremo do Exército da Pátria e Reichsführer-SS. Como comandante da Schutzstaffel (SS), Himmler também ocupou o comando geral da Gestapo. Ele foi o principal arquiteto da "Solução Final" e através da SS era superintendente dos campos de concentração nazistas, ecampos de exterminação e esquadrões da morte Einsatzgruppen. Ele detinha a responsabilidade final de comando pela aniquilação de "subumanos" que eram considerados indignos de viver. Pouco antes do fim da guerra, ele ofereceu entregar a “Alemanha” aos Aliados Ocidentais se fosse poupado da acusação como líder nazista. Himmler cometeu suicídio com cianeto depois de se tornar prisioneiro do exército britânico. |
| Alemanha    |       | Joachim von Ribbentrop         | Ministro das Relações Exteriores | 1938–1945            | Foi o Ministro das Relações Exteriores de 1938 a 1945. Foi condenado à morte em Nuremberg e enforcado. |
| Alemanha    |       | Karl Dönitz                    | Comandante Supremo da Kriegsmarine e Großadmiral | 1943–1945            | Foi Großadmiral da Kariegsmarine em 30 de janeiro de 1943 e foi Presidente por 23 days depois do Suicídio de Hitler. Após a guerra, foi julgado em Nuremberg e condenado a dez anos de prisão. |
| Alemanha    |       | Lutz Graf Schwerin von Krosigk | Ministro Líder da Alemanha | 1945                 | Foi Ministro-Chefe do Reich Alemão no governo Flensburg de curta duração em 1945. |
| Alemanha    |       | Martin Bormann                 | Chefe da Chancelaria do Partido Nazista Secretário Pessoal do Führer Reichsleiter                                                                     | 1941–1945            | Foi chefe da Chancelaria do Partido (Parteikanzlei) e secretário particular de Adolf Hitler. Ele ganhou a confiança de Hitler e obteve imenso poder dentro do Terceiro Reich, controlando o acesso ao Führer e regulando as órbitas das pessoas mais próximas a ele. |
| Alemanha    |       | Rudolf Hess                    | Vice-Führer do Partido Nazista | 1933–1941            | Foi vice de Hitler no Partido Nazista. Hess esperava obter uma vitória diplomática impressionante ao selar a paz entre o Terceiro Reich e a Grã-Bretanha. Ele voou para a Escócia na tentativa de negociar a paz, mas foi preso. Foi julgado em Nuremberg e condenado à prisão perpétua. |
| Alemanha    |       | Robert Ley                     | Líder da Frente Alemã para o Trabalho Reichsleiter | 1933–1945            | Foi membro do partido nazista que liderou a Frente Trabalhista Alemã de 1933 a 1945. Ele também ocupou muitos outros altos cargos no partido, incluindo Gauleiter, Reichsleiter (que é o segundo posto político e militar mais alto do Partido Nazista, atrás apenas do cargo de Führer) e Reichsorganisationsleiter. Suicidou-se enquanto aguardava julgamento em Nuremberga por crimes contra a humanidade e crimes de guerra. |
| Alemanha    |       | Albert Speer                   | Ministro dos Armamento e Produção de Guerra | 1942–1945            | Foi Ministro dos Armamentos de 1942 até o final da guerra, posição em que foi responsável pela organização da maioria dos aspectos logísticos do esforço de guerra da Alemanha. Ele foi julgado em Nuremberg e condenado a vinte anos de prisão. |
| Alemanha    |       | Alfred Rosenberg               | Chefe do Gabinete de Relações Exteriores do NSDAP Ministro dos Territórios Orientais Ocupados Reichsleiter                                            | 1933–1945            | Foi um filósofo alemão e um influente ideólogo do Partido Nazista. Ele é considerado um dos principais autores dos principais credos ideológicos nacional-socialistas, incluindo sua teoria racial, perseguição aos judeus, Lebensraum, revogação do Tratado de Versalhes e oposição à arte moderna degenerada. Durante a guerra, chefiou o Gabinete de Relações Exteriores do NSDAP e mais tarde o Ministério do Reich para os Territórios Orientais Ocupados. Após a guerra, ele foi condenado à morte em Nuremberg e enforcado. |
| Alemanha    |       | Reinhard Heydrich              | SS-Obergruppenführer Diretor do RSHA Vice-Protetor da Boêmia e Morávia Presidente do CIPC                                                             | 1939–1942            | Foi SS-Obergruppenführer e General der Polizei, Chefe do Reichssicherheitshauptamt (incluindo a Gestapo, Kripo e SD) e Stellvertretender Reichsprotektor (Deputado/Protetor do Reich) da Boêmia e Morávia. Heydrich serviu como presidente do CIPC (mais tarde conhecido como Interpol) e foi um dos principais arquitetos do Holocausto. Ele morreu devido aos ferimentos de uma tentativa de assassinato em Praga, em 1942. |
| Alemanha    |       | Ernst Kaltenbrunner            | SS-Obergruppenführer | 1943–1945            | Foi um SS-Obergruppenführer. Ele foi nomeado por Himmler como chefe do SD (Sicherheitsdienst) em janeiro de 1943, o SiPo, (Sicherheitspolizei) composto pelas forças combinadas da Gestapo e do Kripo (Kriminalpolizei) e do RSHA (Reichssicherheitshauptamt); após o assassinato de Reinhard Heydrich. Além disso, Kaltenbrunner comandava os esquadrões da morte Einsatzgruppen. Ele foi o líder SS de mais alto escalão a ser julgado em Nuremberg e executado. |
| Alemanha    |       | Arthur Seyss-Inquart           | Reichskommissar da Holanda | 1939–1941; 1940-1945 | Foi um político nazista austríaco que serviu como chanceler da Áustria em 1938 por dois dias antes do Anschluss. Seus cargos na Alemanha Nazista incluíam vice-governador de Hans Frank no Governo Geral da Polônia ocupada e Reichskommissar da Holanda ocupada, incluindo responsabilidade compartilhada pela "deportação de judeus holandeses e fuzilamento de reféns". |
| Alemanha    |       | Wilhelm Keitel                 | Comandante-em-chefe do OKW | 1938–1945            | Foi um general do exército e chefe do OKW, o Oberkommando der Wehrmacht ou Alto Comando das Forças Armadas Alemãs, durante a guerra. Ele foi condenado à morte em Nuremberg pela prática de crimes de guerra e enforcado. |
| Alemanha    |       | Alfred Jodl                    | Chefe do Estado-Maior de Operações do OKW | 1939–1945            | Foi general do exército e chefe de operações do OKW durante a guerra. Tal como o seu chefe, Keitel, foi condenado à morte em Nuremberga e enforcado. |
| Alemanha    |       | Franz Halder                   | Chefe do Estado-Maior General do OKH | 1938–1942            | Foi um general alemão e chefe do OKH, Oberkommando des Heeres, de 1938 até setembro de 1942, quando foi demitido após frequentes desentendimentos com Hitler. |
| Alemanha    |       | Wilhelm Canaris                | Chefe da Abwehr | 1935–1944            | Foi um almirante alemão e chefe da Abwehr, o serviço de inteligência militar alemão, de 1935 a 1944. Durante a Segunda Guerra Mundial, ele esteve entre os oficiais militares envolvidos na oposição clandestina a Adolf Hitler e ao regime nazista. Ele foi executado no campo de concentração de Flossenbürg por ato de alta traição. |
| Alemanha    |       | Fedor von Bock                 | Generalfeldmarschall | –                    | Serviu como comandante do Grupo de Exércitos Norte durante a Invasão da Polônia em 1939 e comandante do Grupo de Exércitos B durante a Invasão da França em 1940. Após a invasão da União Soviética em 1941, foi nomeado comandante do Grupo de Exércitos Centro e comandou a Operação Tufão, a tentativa fracassada de capturar Moscou durante o inverno de 1941. Seu comando final foi o do Grupo de Exércitos Sul em 1942, antes de ser demitido por Hitler. Ele foi morto por um avião britânico em 4 de maio de 1945. |
| Alemanha    |       | Robert Ritter von Greim        | Generalfeldmarschall | –                    | was a German Generalfeldmarschall (field marshal) and pilot. Greim was the commander of a Luftflotte (Air Fleet) which took part in the Invasion of Poland, the Battle for Norway and the Battle of Britain. His greatest tactical achievement was his Luftflotte's involvement in the Battle of Kursk and his planes' bombing of the Orel bulge during Operation Kutuzov. He was also one of the principal commanders of Operation Weserübung, The Blitz, Western Front, Battle of Berlin and Operation Barbarossa. At the end of the war he was appointed the supreme commander of the Luftwaffe after Göring had been dismissed for treason. After the surrender of Nazi Germany in May 1945, Greim was captured by the Allies. He committed suicide in prison on 24 May 1945. |
| Alemanha    |       | Erich von Manstein             | Generalfeldmarschall |                      | É creditado com a elaboração do plano de invasão da França nas Ardenas. Na campanha soviética, ele também conquistou Sebastopol em 1942 e foi então nomeado Generalfeldmarschall e assumiu o comando do Grupo de Exércitos Sul. Comando que ocupou até ser demitido por Hitler em março de 1944. Ele é frequentemente considerado um dos melhores estrategistas e comandantes de campo alemães da Segunda Guerra Mundial. |
| Alemanha    |       | Heinz Guderian                 | Generaloberst | –                    | Foi o principal criador da Blitzkrieg. Ele comandou vários exércitos da linha de frente nos primeiros anos da guerra, principalmente o Panzergruppe Guderian durante a Operação Barbarossa. Mais tarde, Guderian serviu como chefe do Estado-Maior do Exército de julho de 1944 a março de 1945. |
| Alemanha    |       | Erwin Rommel                   | Comandante do Afrika Korps Generalfeldmarschall | –                    | Foi o comandante do Afrika Korps na campanha do Norte de África e ficou conhecido pelo apelido de "A Raposa do Deserto". Rommel foi admirado como um gênio tático pelos líderes do Eixo e dos Aliados durante a guerra. Posteriormente, ele esteve no comando das forças alemãs durante a batalha da Normandia. Ele foi forçado a cometer suicídio em 14 de outubro de 1944, por estar implicado na conspiração de 20 de julho contra Hitler. |
| Alemanha    |       | Walter Model                   | Generalfeldmarschall | –                    | Foi um general do exército alemão que se tornou mais conhecido como um habilidoso praticante de guerra defensiva na Frente Oriental e Ocidental. Após a invasão da Normandia em junho de 1944, ele foi transferido para o oeste, onde assumiu o comando do Grupo de Exércitos B. Ele também foi o principal arquiteto da Ofensiva das Ardenas. Ele cometeu suicídio em 21 de abril de 1945. |

## Reino da Hungria (1940–1945)
| Beligerante | Líder | Líder           | Título(s)                                                        | Mandato   | Notas |
| ----------- | ----- | --------------- | ---------------------------------------------------------------- | --------- | --- |
| Hungria     |       | Miklós Horthy   | Regente da Hungria                                               | 1920–1944 | Foi o regente supremo (chefe de estado) de 1920 a 1944. |
| Hungria     |       | István Horthy   | Vice-Regente da Hungria                                          | 1942      | Foi vice do regente em 1942. |
| Hungria     |       | László Bárdossy | Primeiro-ministro                                                | 1941–1942 | Foi o primeiro-ministro de abril de 1941 a março de 1942. Ele foi um dos principais arquitetos do envolvimento da Hungria na Segunda Guerra Mundial. |
| Hungria     |       | Miklós Kállay   | Primeiro-ministro                                                | 1942–1944 | Foi primeiro-ministro de 1942 a 1944. |
| Hungria     |       | Döme Sztójay    | Primeiro-ministro                                                | 1944      | Foi primeiro-ministro de março a agosto de 1944. Sztójay foi capturado pelas tropas americanas e extraditado para a Hungria em outubro de 1945, após o que foi julgado por um Tribunal Popular Comunista em Budapeste. Ele foi condenado à morte e executado em 1946. |
| Hungria     |       | Géza Lakatos    | Primeiro-ministro Coronel-general do Exército                    | 1944      | Foi um general do exército húngaro durante a Segunda Guerra Mundial que serviu brevemente como primeiro-ministro, sob o governador Miklós Horthy, de 29 de agosto de 1944 até 15 de outubro do mesmo ano.                                                             |
| Hungria     |       | Ferenc Szálasi  | Primeiro-ministro Nemzetvezető Líder do Partido da Cruz Flechada | 1944–1945 | Foi o líder do fascista Partido da Cruz Flechada, o "Líder da Nação Húngara" (Nemzetvezető) e o primeiro-ministro de 1944 a 1945. Ele foi julgado pelo Tribunal Popular de Budapeste. Ele foi condenado à morte e executado em 1946.                                  |
| Hungria     |       | Béla Miklós     | Primeiro-ministro                                                | 1944–1945 | Atuou como primeiro-ministro, inicialmente na oposição, de 1944 a 1945. |

## Reino da Itália (1940–1943) e República Social Italiana (1943–1945)
| Beligerante                      | Líder | Líder             | Título(s)                                                                       | Mandato               | Notas |
| -------------------------------- | ----- | ----------------- | ------------------------------------------------------------------------------- | --------------------- | --- |
| Itália República Social Italiana |       | Vítor Emanuel III | Rei da Itália Imperador do Império Italiano Rei da Albânia Imperador da Etiópia | 1900–1946             | Foi Rei da Itália e chefe supremo, com Mussolini, do Exército Real Italiano, a partir de 1935 tornou-se Imperador do Império Italiano. Apoiou Mussolini em 1922 durante a Marcha sobre Roma e nomeou-o primeiro-ministro. Em 1943, após sucessivas derrotas militares, ele, juntamente com o marechal Pietro Badoglio, dissolveu o governo fascista, demitiu e prendeu Mussolini e arranjou um armistício com os Aliados, estabelecendo um governo realista no sul da Itália liderado pelo marechal. Seus títulos são: Rei da Itália e Imperador do Império Italiano de 1900–1946, Rei da Albânia de 1939–1943 e Imperador da Etiópia de 1936–1941. |
| Itália República Social Italiana |       | Benito Mussolini  | Presidente do Conselho de Ministros Primeiro-marechal do Império Duce           | 1922–1943; 1943–1945; | Foi primeiro-ministro do Reino da Itália de 1922 a 1943. O fundador do fascismo, Mussolini fez da Itália o primeiro estado fascista, usando as ideias de nacionalismo, militarismo, anticomunismo e antissocialismo combinadas com a propaganda estatal. Em 1925, ele assumiu poderes ditatoriais como o Duce ("Líder") do Fascismo, e posteriormente foi chamado de Duce por seus apoiadores fascistas. A partir de 1925, o rei Victor Emmanuel III delegou os seus poderes a Mussolini e a oposição a Mussolini e ao estado fascista foi vista como traição. Embora o seu regime tenha influenciado Adolf Hitler e a Alemanha nazista, Mussolini não subscreveu as teorias raciais nazistas, descartando-as como míticas e fabricadas. Somente em 1938, sob pressão crescente de Hitler, ele adotou o antissemitismo como política de Estado e se opôs à deportação de judeus do território italiano pelos alemães. Mussolini era o chefe oficial da Milizia Volontaria per la Sicurezza Nazionale, MVSN ("Milícia Voluntária para a Segurança Nacional"), muitas vezes chamada de "Camisas Negras", que eram partidários fascistas leais especificamente a ele, e não ao rei. Sucessivas derrotas militares a partir de 1941, culminando na Batalha de El Alamein em 1942 e na invasão aliada da Sicília em julho de 1943, levaram à dissolução e demissão de Mussolini e de seu governo pelo rei. Preso por ordem do rei, Mussolini foi resgatado pelos alemães e tornou-se o Chefe de Estado-fantoche da República Social Italiana (regime sob controle da Alemanha nazista) no norte da Itália. Mussolini foi executado por guerrilheiros italianos em 28 de abril de 1945, enquanto tentava fugir para a Espanha. |
| Itália República Social Italiana |       | Pietro Badoglio   | Presidente do Conselho de Ministros Marechal                                    | 1943–1944             | Era Marechal do Exército. Ele liderou o Exército Italiano durante a Segunda Guerra Ítalo-Abissínia. Ele renunciou em 1940 após a derrota italiana na Grécia. Em 1943, ele acordou um armistício com os Aliados e estabeleceu um governo realista no sul da Itália (Brindisi). Foi primeiro-ministro de 1943–1944. |
| Itália República Social Italiana |       | Ugo Cavallero     | Chefe do Regio Esercito                                                         | –                     | Foi o chefe do Exército Real Italiano durante a Segunda Guerra Mundial, sendo seus poderes delegados a ele pelo Rei, que era o comandante supremo oficial do Exército Real Italiano. Ele liderou as forças italianas durante a Guerra Greco-Italiana, na qual as forças italianas vacilaram gravemente. |
| Itália República Social Italiana |       | Arturo Riccardi   | Chefe da Regia Marina                                                           | 1940–1943             | Foi chefe da Marinha Real Italiana (Regia Marina) de 1940 a 1943, sendo seus poderes delegados a ele pelo Rei, que era o comandante supremo oficial da Marinha Real Italiana. |
| Itália República Social Italiana |       | Italo Balbo       | Marechal                                                                        | –                     | Foi a pessoa mais importante da Força Aérea Real Italiana (Regia Aeronautica) desde a década de 1930 até sua morte em 1940. Seus poderes foram oficialmente delegados a ele pelo Rei, que era o comandante supremo oficial da Força Aérea Real Italiana. Ele também comandou o Décimo Exército na Líbia até sua morte. |
| Itália República Social Italiana |       | Galeazzo Ciano    | Conde de Cortellazzo e Buccari Ministro de Relações Exteriores                  | 1936–1943             | Foi nomeado ministro das Relações Exteriores em 1936 por Mussolini (que também era seu sogro) e permaneceu nesse cargo até o fim do regime fascista em 1943. Ciano assinou o Pacto do Aço com a Alemanha em 1939 e posteriormente o Pacto Tripartite com a Alemanha e o Japão em 1940. Ciano tentou convencer Mussolini a tirar a Itália da guerra à medida que as baixas aumentavam, mas foi ignorado. Em 1943, Ciano apoiou a destituição de Mussolini do cargo de primeiro-ministro. Ciano foi posteriormente executado por fascistas na República Social Italiana por trair Mussolini. |
| Itália República Social Italiana |       | Rodolfo Graziani  | Marechal                                                                        | –                     | Foi comandante do Norte da África italiano e governador-geral da Líbia. Graziani recebeu ordens de invadir o Egito por Mussolini. Graziani expressou dúvidas sobre a capacidade de sua força, em grande parte não mecanizada, de derrotar os britânicos; no entanto, ele seguiu as ordens e o Décimo Exército atacou em 13 de setembro. Ele renunciou à sua comissão em 1941 após ser derrotado pelos britânicos na Operação Compasso. Graziani foi o único dos marechais italianos a permanecer leal a Mussolini após o golpe do Grande Conselho do Fascismo de Dino Grandi, e foi nomeado Ministro da Defesa da República Social Italiana (Repubblica Sociale Italiana, ou RSI). Graziani tinha sob seu comando o Exército misto ítalo-alemão LXXXXVII "Liguria" (Armee Ligurien) do RSI. |
| Itália República Social Italiana |       | Giovanni Messe    | Marechal                                                                        | –                     | Foi o comandante do Corpo Expedicionário Italiano na Rússia (Corpo di Spedizione Italiano in Russia, ou CSIR). O CSIR lutou na Frente Oriental, lutando com as forças alemãs contra a União Soviética. Mais tarde, ele liderou as forças do Eixo na Campanha da Tunísia. Ele é considerado por muitos o melhor general italiano da guerra. |
| Itália República Social Italiana |       | Mario Roatta      | General                                                                         | –                     | Foi um general do exército italiano, mais conhecido pelo seu papel na repressão italiana contra civis, nas áreas habitadas pela Eslovênia e pela Croácia da Iugoslávia ocupada pelos italianos. |

## Império do Japão
| Beligerante | Líder | Líder              | Título(s)                                            | Mandato              | Notas |
| ----------- | ----- | ------------------ | ---------------------------------------------------- | -------------------- | --- |
| Japão       |       | Hirohito           | Imperador do Japão                                   | 1926–1989            | (postumamente conhecido como Imperador Shōwa) foi o imperador de 1926 até sua morte em 1989, tornando-o o último líder sobrevivente dos três grandes (Alemanha, Itália e Japão). Ele era visto como um líder semidivino. Ele era Comandante do Quartel-General Imperial de 1937 a 1945 e autorizado em 1936, por decreto imperial, a expansão da unidade de pesquisa bacteriológica de Shirō Ishii, ao mesmo tempo que, segundo alguns autores, assume o controle do uso de armas químicas e bacteriológicas. Os seus generais assumiram toda a culpa e ele foi exonerado de processo criminal, juntamente com todos os membros da família imperial, pelo Comandante Supremo das Forças Aliadas (SCAP).                              |
| Japão       |       | Fumimaro Konoe     | Primeiro-ministro                                    | 1937–1939; 1940–1941 | Foi o primeiro-ministro de 1937 a 1939 e de 1940 a 1941. Konoe autorizou as publicações de Kokutai no Hongi (1937) e Shinmin no Michi (1941). He se juntou ao exército para recomendar ao Imperador Shōwa a invasão da China e lançou o Movimento Nacional de Mobilização Espiritual, os Membros da Liga da Dieta Acreditando nos Objetivos da Guerra Santa e o Taisei Yokusankai para promover um esforço de guerra total. Konoe se opôs à guerra com as potências ocidentais. Durante a ocupação do Japão, ele se recusou a colaborar com o Comandante Supremo das Forças Aliadas para exonerar Hirohito e a família imperial de responsabilidade criminal e ficou sob suspeita de crimes de guerra. Ele cometeu suicídio em 1945. |
| Japão       |       | Hiranuma Kiichirō  | Primeiro-ministro                                    | 1939                 | Foi o primeiro-ministro de 5 de janeiro de 1939 a 30 de agosto de 1939. Foi condenado por crimes de guerra e sentenciado à prisão perpétua. |
| Japão       |       | Nobuyuki Abe       | General Governador-Geral da Coreia Primeiro-ministro | 1939–1940; 1944–1945 | Foi general do Exército Imperial Japonês, governador-geral da Coreia de 1944–1945 e primeiro-ministro do Japão de 30 de agosto de 1939 a 16 de janeiro de 1940. |
| Japão       |       | Mitsumasa Yonai    | Primeiro-ministro                                    | 1940                 | foi primeiro-ministro em 1940 e ministro da Marinha de 1937 a 1939 e de 1944 a 1945. Durante seu segundo mandato como ministro da Marinha, a Marinha Imperial Japonesa implementou o tokkōtai ou unidades suicidas contra a frota aliada. Ele cooperou com o SCAP para corrigir o depoimento dos oficiais superiores acusados nos julgamentos de Tóquio e foi exonerado de processos criminais. |
| Japão       |       | Hideki Tōjō        | Líder Militar Supremo Primeiro-ministro              | 1936–1946; 1941–1944 | Foi Líder Militar Supremo de 1936 a 1944 e primeiro-ministro de 1941 a 1944. Ele foi um forte defensor do Pacto Tripartite entre Japão, Alemanha e Itália. Ministro da Guerra no segundo gabinete de Fumimaro Konoe, foi escolhido primeiro-ministro pelo imperador em outubro de 1941. Foi um dos principais defensores da guerra contra as potências ocidentais. Tojo fortaleceu o Taisei Yokusankai para criar um estado de partido único. Ele foi rebaixado em julho de 1944 pelo imperador, após a Batalha de Saipan, e condenado à morte pelo tribunal de Tóquio e executado. |
| Japão       |       | Kuniaki Koiso      | Primeiro-ministro                                    | 1944–1945            | Foi um general sênior do exército que serviu como primeiro-ministro de julho de 1944 a abril de 1945. |
| Japão       |       | Kantarō Suzuki     | Primeiro-ministro                                    | 1945                 | Foi um almirante que serviu como primeiro-ministro de abril a agosto de 1945. Ele concordou com a rendição do Japão aos Aliados em 15 de agosto de 1945. |
| Japão       |       | Sadao Araki        | Ministro da Educação                                 | 1938–1939            | Foi Ministro do Exército de 1931 a 1933 e Ministro da Educação de 1938 a 1939. Araki foi um dos principais defensores do militarismo e do expansionismo durante o Período Shōwa. Ele desenvolveu as ideias fascistas do Kōdōha e liderou o Movimento Nacional de Mobilização Espiritual para promover a guerra santa contra a China. Após a guerra, Araki foi julgado e condenado à prisão perpétua, mas foi libertado em 1955 com todos os outros condenados importantes. |
| Japão       |       | Kan'in Kotohito    | Chefe do Estado-Maior do Exército                    | 1931–1940            | Foi Chefe do Estado-Maior do Exército de 1931 a 1940. Durante o seu mandato, o Exército cometeu o massacre de Nanquim e usou regularmente armas químicas na China. Kan'in foi um dos principais proponentes do Xintoísmo Estatal. Ele morreu antes do fim da guerra. |
| Japão       |       | Hajime Sugiyama    | Chefe do Estado-Maior do Exército                    | 1940–1944            | Foi Ministro do Exército de 1937 a 1938, depois chefe do Estado-Maior de 1940 a 1944. Nesse período, o Exército continuou a usar armas químicas e implementou o sanko sakusen. Ele cometeu suicídio em 1945. |
| Japão       |       | Hisaichi Terauchi  | Marechal de Campo                                    | –                    | Foi Marechal do Exército Imperial Japonês e Comandante do Grupo do Exército Expedicionário do Sul de 1941 a 1945, supervisionando todas as operações da EIJ no Sudeste Asiático e no Sudoeste do Pacífico. Ele se rendeu no final da guerra e morreu de derrame em 1946, enquanto prisioneiro de guerra. |
| Japão       |       | Masaharu Homma     | Governador-Geral das Filipinas                       | 1942                 | Foi um general comandante das tropas que invadiram e ocuparam as Filipinas durante a Segunda Guerra Mundial, responsável pela marcha da morte contra prisioneiros norte-americanos e filipinos em 1942, pela qual seria executado como criminoso de guerra ao fim do conflito. |
| Japão       |       | Yoshijirō Umezu    | Chefe do Estado-Maior do Exército                    | 1944–1945            | Foi Comandante do Exército Kwantung de 1939 a 1944 e Chefe do Estado-Maior do Exército de 1944 a 1945. Ele foi condenado pelo Tribunal de Tóquio à prisão perpétua em 1948 e morreu de câncer na prisão no ano seguinte. Ele foi pessoalmente ordenado pelo imperador Hirohito a assinar o instrumento de rendição em nome das forças armadas em 2 de setembro de 1945 e foi, portanto, o principal representante do Exército durante as cerimônias de rendição do encouraçado USS Missouri, encerrando oficialmente a Segunda Guerra Mundial. |
| Japão       |       | Tomoyuki Yamashita | Governador-Geral das Filipinas                       | 1944–1945            | Foi tenente-general do Exército Imperial Japonês de 1905 a 1945. Ele ficou mais famoso por conquistar as colônias britânicas da Malásia e Cingapura, ganhando o apelido de "Tigre da Malásia". Ele foi enforcado em 23 de fevereiro de 1946. |
| Japão       |       | Hiroyasu Fushimi   | Chefe do Estado-Maior da Marinha                     | 1932–1941            | Foi Chefe do Estado-Maior da Marinha de 1932 a 1941. A partir de 1937, o Serviço Aéreo da Marinha Imperial Japonesa implementou bombardeios estratégicos em cidades chinesas como Xangai e Guangzhou. Ele foi exonerado de processos criminais como todos os membros da família imperial. |
| Japão       |       | Osami Nagano       | Chefe do Estado-Maior da Marinha                     | 1941–1944            | Foi Chefe do Estado-Maior da Marinha de 1941 a 1944. Durante este período, o Serviço Aéreo da Marinha Imperial Japonesa cometeu o ataque a Pearl Harbor e o bombardeio estratégico de Chongqing. Ele foi julgado perante o tribunal de Tóquio, mas morreu na prisão antes de sua sentença ser executada. |
| Japão       |       | Isoroku Yamamoto   | Comandante-em-chefe                                  | 1939–1943            | Foi Comandante-em-Chefe da Marinha Imperial Japonesa de 1939 a 1943 e foi responsável pelas primeiras vitórias navais do Japão, incluindo o ataque a Pearl Harbor. Considerado o mais brilhante comandante naval japonês na guerra, sua morte em 1943 privou os militares de um estrategista habilidoso e foi um duro golpe para o moral japonês. |

## Reino da Romênia (1940–1944)
| Beligerante | Líder | Líder         | Título(s)                    | Mandato   | Notas |
| ----------- | ----- | ------------- | ---------------------------- | --------- | --- |
| Romênia     |       | Ion Antonescu | Primeiro-ministro Conducător | 1940–1944 | Foi o Primeiro-ministro da Romênia e o Conducător (Líder) com poderes ditatoriais de 1940 a 1944. Ele foi condenado à morte e executado em 1946. |
| Romênia     |       | Miguel I      | Rei da Romênia               | 1940–1947 | Foi o Rei da Romênia de 1940 a 1947. Foi proclamado para seu 2° reinado por Antonescu para substituir o pai, Carlos II, por ser "antialemão". Era apenas uma figura decorativa do governo de Antonescu. Liderou o golpe para derrubar Antonescu e mudou de lado para os Aliados em 1944.                                              |
| Romênia     |       | Ion Gigurtu   | Primeiro-ministro            | 1940      | Foi o Primeiro-ministro da Romênia de julho a setembro de 1940, pouco antes de Antonescu. Germanófilo empenhado, deu os primeiros passos importantes para a integração da Romênia no Eixo, incluindo a retirada da Romênia da Liga das Nações (11 de Julho) e a promulgação de uma versão local das Leis de Nuremberga (9 de Agosto). |

## Estados Clientes e Protetorados do Eixo

### República Eslovaca (1939–1945)
| Beligerante        | Líder | Líder        | Título(s)                                          | Mandato   | Notas |
| ------------------ | ----- | ------------ | -------------------------------------------------- | --------- | --- |
| República Eslovaca |       | Jozef Tiso   | Presidente da República Eslovaca                   | 1939–1945 | Foi um sacerdote e Presidente da República Eslovaca "Independente", entre 1939-1945. Ele deportou cerca de 60 mil judeus para os campos de concentração nazistas, além de perseguir opositores. Depois da Segunda Guerra Mundial, Tiso foi executado pelas autoridades tchecoslovacas por traição e colaboração com o nazismo.      |
| República Eslovaca |       | Vojtech Tuka | Primeiro-ministro Ministro das Relações Exteriores | 1939–1944 | Serviu como primeiro-ministro e ministro das Relações Exteriores da Primeira República Eslovaca entre 1939 e 1945. Tuka foi uma das principais forças por trás da deportação de judeus eslovacos para campos de concentração nazistas na Polônia ocupada pelos alemães. Ele era o líder da ala radical do Partido Popular Eslovaco. |

### Estado Francês (1940-1944)
| Beligerante    | Líder | Líder           | Título(s)                      | Mandato         | Notas |
| -------------- | ----- | --------------- | ------------------------------ | --------------- | --- |
| Estado Francês |       | Philippe Pétain | Chefe de Estado                | 1940–1944       | Foi Marechal do Exército e Chefe de Estado da França de Vichy, desde a sua criação em 1940 até a invasão da Normandia em 1944. O governo de Pétain colaborou com os nazistas, e organizou incursões para capturar judeus franceses. O governo Pétain foi combatido pelas Forças Francesas Livres do General de Gaulle e acabou caindo nas mãos delas. Após a guerra, Pétain foi julgado por traição e condenado à prisão perpétua. |
| Estado Francês |       | Pierre Laval    | Primeiro-ministro              | 1940; 1942–1944 | Foi primeiro-ministro de Pétain em 1940 e de 1942 a 1944. Sob o seu segundo governo, a colaboração com a Alemanha Nazista intensificou-se. Em 1945, Laval foi julgado por traição, condenado à morte e executado. |
| Estado Francês |       | René Bousquet   | Secretário-geral da Polícia    | 1942–1943       | Foi um nomeado político francês de alto escalão que serviu como secretário-geral da polícia francesa de Vichy de maio de 1942 a 31 de dezembro de 1943. Por heroísmo pessoal, ele se tornou um protegido de oficiais proeminentes antes da guerra e ascendeu rapidamente na hierarquia do governo. |
| Estado Francês |       | Joseph Darnand  | Comandante da Milice Française | 1943–1944       | Era o comandante da milícia paramilitar francesa. Líder pró-nazista, foi um forte defensor dos governos Hitler e Pétain. Ele estabeleceu a Milice para prender judeus e combater a Resistência Francesa. Ele foi julgado por traição e executado após a guerra. |

### Estado Independente da Croácia (1941-1945)
| Beligerante | Líder | Líder             | Título(s)                                               | Mandato                     | Notas |
| ----------- | ----- | ----------------- | ------------------------------------------------------- | --------------------------- | --- |
| Croácia     |       | Ante Pavelić      | Poglavnik Primeiro-ministro                             | 1941–1945                   | Foi o Chefe (Poglavnik) do Estado Independente da Croácia (NDH) de 1941 a 1945 e Primeiro-ministro de 1941 a 1943. |
| Croácia     |       | Tomislav II       | Rei da Croácia                                          | 1941–1943 (Reinado nominal) | Em 18 de maio de 1941, foi nomeado por seu primo, o rei Victor Emmanuel III da Itália para assumir a realeza do Estado Independente da Croácia (NDH), um Estado fantoche alemão na Iugoslávia ocupada. Ele aceitou formalmente, mas se recusou a assumir a realeza em oposição à anexação italiana da região da Dalmácia, e, portanto, é referido em algumas fontes como rei designado. Não obstante, muitas fontes se referem a ele como Tomislav II, rei da Croácia e do chefe nominal do NDH durante seus dois primeiros anos (1941–1943). Ele renunciou ao trono em 31 de julho de 1943, formalmente renunciando todos os direitos de seu título croata em 12 de outubro de 1943, um mês depois da capitulação italiana. |
| Croácia     |       | Nikola Mandić     | Primeiro-ministro                                       | 1943–1945                   | Foi primeiro-ministro de Pavelić de 1943 a 1945. |
| Croácia     |       | Mladen Lorković   | Ministro dos Negócios Estrangeiros Ministro do Interior | 1941–1944                   | Foi o Ministro dos Negócios Estrangeiros de 1941–1943 e novamente em 1944 e Ministro do Interior de 1943–1944 do Estado Independente da Croácia (NDH). |
| Croácia     |       | Slavko Kvaternik  | Ministro das Forças Armadas Vojskovođa                  | 1941–1943                   | Foi comandante-chefe das Forças Armadas Croatas. Este carregava o título de vojskovođa (marechal). A Guarda Nacional Croata foi criada em 11 de abril. Ele permaneceu nesta posição até sua aposentadoria em 4 de janeiro de 1943. |
| Croácia     |       | Vladimir Laxa     | Chefe do Estado-Maior do Exército General               | 1941–1942                   | Foi o Chefe do Estado-Maior do Exército. |
| Croácia     |       | Vladimir Kren     | Comandante da Força Aérea Major-general                 | 1941–1945                   | Foi o comandante da Força Aérea do Estado Independente da Croácia. |
| Croácia     |       | Edgar Angeli      | Comandante da Marinha Contra-almirante                  | 1941–1944                   | Foi o comandante da Marinha do Estado Independente da Croácia. |
| Croácia     |       | Vjekoslav Luburić | Comandante das Forças Armadas General                   | 1944–1945                   | Foi o comandante das Forças Armadas Croatas. |

## Estados Fantoches da Alemanha Nazista

### Protetorado da Dinamarca (1940-1945)
| Beligerante | Líder | Líder             | Título(s)                  | Mandato   | Notas |
| ----------- | ----- | ----------------- | -------------------------- | --------- | --- |
| Dinamarca   |       | Leonhard Kaupisch | Comandante Militar Supremo | 1940–1942 | Foi o Comandante Militar Supremo durante a Ocupação da Dinamarca. |
| Dinamarca   |       | Werner Best       | Plenipotenciário do Reich  | 1942–1945 | Foi o Plenipotenciário do Reich na Dinamarca. |
| Dinamarca   |       | Erik Scavenius    | Primeiro-ministro          | 1942–1943 | Foi o primeiro-ministro da Dinamarca de 1942 a 1943. Ele seguiu uma política de colaboração com a força de ocupação alemã até dissolver o governo dinamarquês em 1943 e ser substituído pela lei marcial alemã. |
| Dinamarca   |       | Frits Clausen     | Líder do DNSAP             | 1933–1944 | Foi o Líder do Partido Nacional-Socialista dos Trabalhadores da Dinamarca. |

### Província de Liubliana (1943–1945)
| Beligerante | Líder | Líder           | Título(s)                        | Mandato   | Notas |
| ----------- | ----- | --------------- | -------------------------------- | --------- | --- |
| Liubliana   |       | Leon Rupnik     | Presidente do Governo Provincial | 1943–1945 | Foi um general esloveno no Reino da Iugoslávia que colaborou com as forças de ocupação fascistas italianas e nazistas alemãs durante a Segunda Guerra Mundial. Rupnik serviu como presidente do governo provincial da província de Ljubljana ocupada pelos nazistas de novembro de 1943 ao início de maio de 1945. Entre setembro de 1944 e início de maio de 1945, ele também serviu como inspetor-chefe da Guarda Nacional Eslovena, uma milícia colaboracionista, embora não tivesse nenhum comando militar até o último mês da guerra.:97, 295–96 |
| Liubliana   |       | Gregorij Rožman | Bispo de Liubliana               | 1930–1959 | Foi um prelado católico romano esloveno. Entre 1930 e 1959, serviu como bispo da Diocese de Ljubljana. Rožman era um anticomunista fervoroso e se opôs à Frente de Libertação do Povo Esloveno e às forças partidárias porque eram lideradas pelo Partido Comunista. Estabeleceu relações com as potências ocupantes fascistas e nazistas, emitiu proclamações de apoio às autoridades ocupantes e apoiou forças colaboracionistas armadas organizadas pelos ocupantes fascistas e nazistas.                                                          |

### Governo Nacional Norueguês (1940-1945)
| Beligerante | Líder | Líder             | Título(s)                                              | Mandato   | Notas |
| ----------- | ----- | ----------------- | ------------------------------------------------------ | --------- | --- |
| Noruega     |       | Vidkun Quisling   | Ministro-Presidente                                    | 1942–1945 | Foi o Ministro-Presidente do governo nacional norueguês de 1942 a 1945. |
| Noruega     |       | Kjeld Stub Irgens | Ministro da Marinha                                    | 1940–1944 | Foi Ministro da Marinha de 1940–1944. Ele foi destituído em 12 de junho de 1944 por enfatizar o nacionalismo norueguês em vez do nacional-socialismo pan-germânico. Irgens também foi criticado por hesitar em aceitar membros de Nasjonal Samling ingressando em seu ministério. |
| Noruega     |       | Ragnar Skancke    | Ministro da Igreja e Assuntos Educacionais             | 1940–1945 | Foi o Ministro da Igreja e Assuntos Educacionais. Durante o seu trabalho colaboracionista na Noruega ocupada, Skancke agiu principalmente de forma passiva, mas não hesitou em adoptar contramedidas caso encontrasse oposição ao seu trabalho. Embora não tenha assumido um papel de liderança na tentativa de nazificação da Igreja e do sistema escolar norueguês, assumiu total responsabilidade pela demissão de bispos, padres e professores que se opunham aos ensinamentos nacional-socialistas. Ele também ordenou que professores e crianças norueguesas participassem de uma exposição da Juventude Hitlerista em Oslo, em fevereiro de 1941, o que levou à primeira greve escolar da ocupação, Skancke, no entanto, opôs-se completamente à deportação para Finnmark de professores que não instituíssem os novos programas de ensino. |
| Noruega     |       | Sverre Riisnæs    | Ministro da Justiça Standartenführer                   | 1941–1945 | Foi nomeado conselheiro de estado no governo do Nasjonal Samling (NS) de 1940-1941, e foi um dos nove noruegueses que assinaram a declaração em 31 de janeiro de 1942 que dissolveu o Parlamento da Noruega e instruiu Quisling a assumir formalmente os poderes do governo. Ele serviu como Ministro da Justiça de 1941 a 1945. Como Ministro da Justiça, Riisnæs foi responsável por mudar o sistema jurídico norueguês para legitimar as ações nazistas e autorizou a perseguição daqueles que não cooperassem com os ocupantes alemães. Riisnæs realizou discursos públicos contra judeus noruegueses. |
| Noruega     |       | Jonas Lie         | Standartenführer da SS-Schalburgkorps                  | 1940–1945 | Foi o Ministro da Polícia e SS-Standartenführer da SS-Schalburgkorps. |
| Noruega     |       | Karl Marthinsen   | General Chefe da Statspolitiet e da Sikkerhetspolitiet | 1941–1945 | Foi General de Polícia, chefe do STAPO (Statspolitiet) e do SIPO (Sikkerhetspolitiet). Ele foi assassinado pela resistência em 1945 devido ao aumento do poder e influência sobre os militares noruegueses. |
| Noruega     |       | Arthur Qvist      | Comandante da Legião Norueguesa                        | 1941–1943 | Foi comandante da Legião Norueguesa. |

### Governo de Salvação Nacional da Sérvia (1941–1944)
| Beligerante | Líder | Líder              | Título(s)                                                     | Mandato   | Notas                                                                                |
| ----------- | ----- | ------------------ | ------------------------------------------------------------- | --------- | ------------------------------------------------------------------------------------ |
| Sérvia      |       | Milan Nedić        | Presidente do Conselho de Ministros e Primeiro-ministro       | 1941–1944 | Foi um general e primeiro-ministro do Governo de Salvação Nacional.                  |
| Sérvia      |       | Milan Aćimović     | Ministro da Administração Interna                             | 1941–1944 | Foi Ministro da Administração Interna do Governo de Salvação Nacional.               |
| Sérvia      |       | Dimitrije Ljotić   | Presidente do Movimento Nacional Iugoslavo                    | 1935–1945 | Foi o presidente e líder do Zbor e líder ideológico do Corpo de Voluntários Sérvios. |
| Sérvia      |       | Dragomir Jovanović | Comandante da Guarda Estatal Sérvia                           | 1942–1945 | Foi o comandante da Guarda Estatal Sérvia.                                           |
| Sérvia      |       | Kosta Mušicki      | Comandante da Guarda Estatal Sérvia                           | 1941–1945 | Foi comandante do Corpo de Voluntários Sérvio.                                       |
| Sérvia      |       | Kosta Pećanac      | Vojvoda dos Pećanac Chetniks                                  | 1941–1943 | Foi comandante dos Pećanac Chetniks.                                                 |
| Sérvia      |       | Strahinja Janjić   | Comandante do 1° Destacamento de Combate Especial de Belgrado | 1942–1944 | Foi comandante do 1.º Destacamento de Combate Especial de Belgrado.                  |

## Estados Fantoches do Reino da Itália

### Reino da Albânia (1940–1943)
| Beligerante | Líder | Líder           | Título(s)                         | Mandato   | Notas |
| ----------- | ----- | --------------- | --------------------------------- | --------- | --- |
| Albânia     |       | Shefqet Vërlaci | Primeiro-ministro                 | 1939–1941 | Em 12 de abril de 1939, após a invasão italiana da Albânia, Vërlaci tornou-se o primeiro-ministro do governo da Albânia formado sob a ocupação italiana. De 12 a 16 de abril (até o rei Vítor Emanuel III da Itália aceitar a coroa albanesa), Vërlaci foi o chefe de estado interino. |
| Albânia     |       | Tefik Mborja    | Líder do Partido Fascista Albanês | 1939–1941 | Como secretário-geral do Partido Fascista Albanês, Mborja foi incluído no governo albanês como ministro ex-officio. |

### Reino de Montenegro (1941–1943)
| Beligerante | Líder | Líder           | Título(s)                                        | Mandato   | Notas |
| ----------- | ----- | --------------- | ------------------------------------------------ | --------- | --- |
| Montenegro  |       | Sekula Drljević | Primeiro-ministro                                | 1941      | Foi fundador do Partido Federalista Montenegrino e Primeiro-ministro do Reino de Montenegro até sua prisão em 1941. |
| Montenegro  |       | Blažo Đukanović | Chefe do Comitê Nacional                         | 1942–1943 | Era Chefe do Comitê Nacionalista Central (GNE), que também incluía as forças Zelenaši. Este cargo tornou-o líder de facto do Montenegro e ocupou-o até 19 de outubro de 1943, perto da data da sua morte.                                                                                  |
| Montenegro  |       | Pavle Đurišić   | Comandante do Corpo de Voluntários Montenegrinos | 1944–1945 | Foi um oficial regular sérvio-montenegrino do Exército Real Iugoslavo. Em 1944, ele criou e comandu o Corpo de Voluntários Montenegrinos com a ajuda dos alemães, do líder do governo fantoche sérvio, Milan Nedić, e do líder do Movimento Nacional Iugoslavo fascista, Dimitrije Ljotić. |
| Montenegro  |       | Krsto Popović   | Comandante da Brigada Lovćen                     | 1942–1944 | Era um oficial do exército montenegrino. Formou e comandou a Brigada Lovćen. |

## Estados Fantoches Germano-Italianos

### Estado Helênico (1941-1944)
| Beligerante     | Líder | Líder                       | Título(s)         | Mandato   | Notas                                                                                                   |
| --------------- | ----- | --------------------------- | ----------------- | --------- | --- |
| Estado Helênico |       | Geórgios Tsolákoklu         | Primeiro-ministro | 1941–1942 | Foi primeiro-ministro do governo colaboracionista grego de 30 de abril de 1941 a 2 de dezembro de 1942. |
| Estado Helênico |       | Konstantínos Logothetópulos | Primeiro-ministro | 1942–1943 | Foi primeiro-ministro de 2 de dezembro de 1942 a 7 de abril de 1943.                                    |
| Estado Helênico |       | Ioánnis Rállis              | Primeiro-ministro | 1942–1943 | Foi primeiro-ministro de 7 de abril de 1943 a 12 de outubro de 1944.                                    |

## Estados Fantoches do Império do Japão

### Estado da Birmânia (1942–1945)
| Beligerante | Líder | Líder  | Título(s)                           | Mandato   | Notas                                                                                          |
| ----------- | ----- | ------ | ----------------------------------- | --------- | ---------------------------------------------------------------------------------------------- |
| Birmânia    |       | Ba Maw | Chefe de Estado e Primeiro-ministro | 1943–1945 | Foi um o primeiro-ministro da Birmânia e Chefe de Estado do Estado da Birmânia de 1942 a 1945. |

### Reino do Kampuchea (1945)
| Beligerante | Líder | Líder            | Título(s)         | Mandato   | Notas                                                                                       |
| ----------- | ----- | ---------------- | ----------------- | --------- | ------------------------------------------------------------------------------------------- |
| Kampuchea   |       | Norodom Sihanouk | Rei do Camboja    | 1941–1945 | Foi o Rei do Camboja em seu primeiro reinado de 24 de abril de 1941 até 2 de março de 1955. |
| Kampuchea   |       | Son Ngoc Thanh   | Primeiro-ministro | 1945      | Foi primeiro-ministro de 14 de agosto até 16 de outubro de 1945.                            |

### Governo Nacional Reorganizado da República da China (1940–1945)
| Beligerante | Líder | Líder        | Título(s)                           | Mandato   | Notas                                                                                              |
| ----------- | ----- | ------------ | ----------------------------------- | --------- | -------------------------------------------------------------------------------------------------- |
| China       |       | Wang Jingwei | Presidente do Governo Nacional      | 1940–1944 | Foi o Chefe de Estado, Presidente do Yuan Executivo e Presidente do Governo Nacional Reorganizado. |
| China       |       | Chen Gongbo  | Presidente do Governo Nacional      | 1944–1945 | Foi o 2° Presidente do Yuan Executivo do Governo Nacional Reorganizado.                            |
| China       |       | Zhou Fohai   | Vice-Presidente do Governo Nacional | 1940–1945 | Foi o Vice-Presidente do Governo Nacional Reorganizado.                                            |

### Governo Provisório da Índia Livre (1943–1945)
| Beligerante | Líder | Líder               | Título(s)                                                                             | Mandato   | Notas |
| ----------- | ----- | ------------------- | ------------------------------------------------------------------------------------- | --------- | --- |
| Azad Hind   |       | Subhas Chandra Bose | Chefe de Estado Primeiro-ministro Ministro da Guerra Ministro das Relações Exteriores | 1943–1945 | Foi o Chefe de Estado, Primeiro-ministro e Ministro da Guerra e Relações Exteriores do governo da Índia Livre. |

### Reino do Laos (1945)
| Beligerante | Líder | Líder                   | Título(s)            | Mandato   | Notas                                                           |
| ----------- | ----- | ----------------------- | -------------------- | --------- | --------------------------------------------------------------- |
| Laos        |       | Sisavang Vong           | Rei de Luang Prabang | 1904–1959 | Foi rei de Luang Prabang (1904–1945) e rei do Laos (1946–1959). |
| Laos        |       | Phetsarath Ratanavongsa | Primeiro-ministro    | 1941–1946 | Foi o primeiro-ministro do Laos de 1941–1946.                   |

### Império da Grande Manchúria
| Beligerante | Líder | Líder         | Título(s)                                 | Mandato         | Notas |
| ----------- | ----- | ------------- | ----------------------------------------- | --------------- | --- |
| Manchukuo   |       | Pu yi         | Chefe Executivo Imperador da Manchúria    | 1932–1945       | Foi o Chefe Executivo de Manchukuo de 1932–1934 e Imperador da Manchúria de 1934–1945.                                                                                       |
| Manchukuo   |       | Zhang Jinghui | Primeiro-ministro                         | 1940; 1942–1944 | Foi o primeiro-ministro de Manchukuo. Zhang foi um general e político chinês durante a Era dos Senhores da Guerra que colaborou com os japoneses para estabelecer Manchukuo. |
| Manchukuo   |       | Zhang Haipeng | General do Exército Imperial de Manchukuo | –               | Foi o general do Exército Imperial de Manchukuo. |

### Governo Autônomo Unido de Mengjiang
| Beligerante | Líder | Líder          | Título(s)                                   | Mandato   | Notas |
| ----------- | ----- | -------------- | ------------------------------------------- | --------- | --- |
| Mengjiang   |       | Demchugdongrub | Presidente de Mengjiang                     | 1938–1945 | Foi um príncipe mongol da dinastia Qing descendente do clã imperial Borjigin. Ele foi mais notável por ser o presidente do governo militar mongol pró-japonês (1938–39) e mais tarde do estado fantoche de Mengjiang (1939–45). |
| Mengjiang   |       | Li Shouxin     | Comandante do Exército da Mongólia Interior | 1937–1945 | Foi um comandante do Exército Imperial Manchukuo e mais tarde do Exército Nacional de Mengjiang. |

### Segunda República das Filipinas (1943-1945)
| Beligerante | Líder | Líder          | Título(s)                             | Mandato   | Notas                                                               |
| ----------- | ----- | -------------- | ------------------------------------- | --------- | ------------------------------------------------------------------- |
| Filipinas   |       | José P. Laurel | Presidente da República das Filipinas | 1943–1945 | Foi o presidente da Segunda República das Filipinas de 1943 a 1945. |

### Império do Vietnã (1945)
| Beligerante | Líder | Líder          | Título(s)           | Mandato   | Notas |
| ----------- | ----- | -------------- | ------------------- | --------- | --- |
| Vietnã      |       | Bảo Đại        | Imperador do Vietnã | 1926–1945 | Foi o Imperador do Vietnã (que fazia parte da Indochina Francesa) de 1926–1945. Foi coagido pelos japoneses a declarar a independência vietnamita da França como membro da "Esfera de Coprosperidade da Grande Ásia Oriental" do Japão; o país então se tornou o Império do Vietnã. |
| Vietnã      |       | Trần Trọng Kim | Primeiro-ministro   | 1945      | Serviu como Primeiro-ministro do breve Estado-fantoche japonês, Império do Vietnã. |

## Estados Combatentes Co-beligerantes
Vários países lutaram lado a lado com as potências do Eixo por uma causa comum. Estes países não eram signatários do Pacto Tripartite e, portanto, não eram membros formais do Eixo.

### Finlândia (1941–1944)
| Beligerante | Líder | Líder                       | Título(s)                                 | Mandato              | Notas                                                                                              |
| ----------- | ----- | --------------------------- | ----------------------------------------- | -------------------- | -------------------------------------------------------------------------------------------------- |
| Finlândia   |       | Carl Gustaf Emil Mannerheim | Comandante em chefe Marechal              | –                    | Foi o comandante-chefe das Forças Armadas da Finlândia e Marechal da Finlândia.                    |
| Finlândia   |       | Kyösti Kallio               | Presidente da Finlândia                   | 1937–1940            | Foi o 4º Presidente da Finlândia de 1937–1940.                                                     |
| Finlândia   |       | Risto Ryti                  | Primeiro-ministro Presidente da Finlândia | 1939–1940; 1940–1944 | Foi Primeiro-ministro de 1939–1940 e o 5º Presidente da Finlândia de 1940–1944.                    |
| Finlândia   |       | Johan Wilhelm Rangell       | Primeiro-ministro                         | 1941–1943            | Foi o primeiro-ministro da Finlândia de 1941 a 1943.                                               |
| Finlândia   |       | Erik Heinrichs              | General                                   | –                    | Comandou o Exército da Carélia durante a Guerra de Continuação.                                    |
| Finlândia   |       | Karl Lennart Oesch          | Tenente-general                           | –                    | Comandou o Exército da Carélia e durante a fase de guerra de trincheiras da Guerra de Continuação. |
| Finlândia   |       | Jarl Lundqvist              | Tenente-general                           | –                    | Comandou a Força Aérea Finlandesa durante a Guerra de Continuação.                                 |
| Finlândia   |       | Väinö Valve                 | Tenente                                   | –                    | Comandou a Marinha Finlandesa durante a Guerra de Continuação.                                     |

### Reino do Iraque (1941)
| Beligerante | Líder | Líder                 | Título(s)                 | Mandato   | Notas |
| ----------- | ----- | --------------------- | ------------------------- | --------- | --- |
| Iraque      |       | Faiçal II             | Rei do Iraque             | 1939–1958 | Foi o último Rei do Iraque de 1939–1958. |
| Iraque      |       | Rashid Ali al-Kaylani | Primeiro-ministro         | 1940–1941 | Atuou como primeiro-ministro do Reino do Iraque de 1940–1941. É recordado principalmente como um nacionalista árabe que tentou remover a influência britânica do país. Durante os breves mandatos tentou soluções negociadas com as potências do Eixo durante a Segunda Guerra Mundial, a fim de combater a influência britânica no Iraque. |
| Iraque      |       | Haj Amin al-Husseini  | Grande Mufti de Jerusalém | 1921–1948 | Foi o Grande Mufti de Jerusalém que foi exilado do Mandato Britânico da Palestina por suas atividades nacionalistas. Husseini emitiu uma "fatwa" para uma guerra santa contra o domínio britânico em maio de 1941. Em 20 de novembro, Al-Husseini encontrou-se com o ministro das Relações Exteriores alemão, Joachim von Ribbentrop, e foi oficialmente recebido por Adolf Hitler em 28 de novembro. Hitler, lembrando Husseini, observou que ele "tem mais de um ariano entre seus ancestrais e alguém que pode ser descendente da melhor linhagem romana". Ele pediu a Adolf Hitler uma declaração pública que "reconhecesse e simpatizasse com as lutas árabes pela independência e libertação, e isso apoiaria a eliminação de uma pátria nacional judaica". |

### Reino da Tailândia (1942–1945)
| Beligerante | Líder | Líder                          | Título(s)                           | Mandato   | Notas |
| ----------- | ----- | ------------------------------ | ----------------------------------- | --------- | --- |
| Tailândia   |       | Ananda Mahidol                 | Rei da Tailândia                    | 1935–1946 | Foi o rei da Tailândia de 1935 até sua morte em 1946. Durante a guerra, Mahidol permaneceu na Suíça. Ele retornou à Tailândia em 1945, após a guerra. |
| Tailândia   |       | Plaek Pibulsonggram            | Primeiro-ministro Marechal de Campo | 1938–1944 | Foi Marechal de Campo do Exército Tailandês e Primeiro-ministro da Tailândia de 1938 a 1944. Em 1940, ele decidiu invadir a Indochina em hostilidades conhecidas como Guerra Franco-Tailandesa. Em 1941, ele aliou a Tailândia ao Japão e permitiu que o país usasse o país para as invasões da Birmânia e da Malásia. Quando a derrota japonesa era iminente, ele foi pressionado a renunciar em 1944. |
| Tailândia   |       | Charun Rattanakun Seriroengrit | General                             | –         | Foi um general que comandou o Exército Phayap que ocupou o estado Shan da Birmânia Britânica. |
| Tailândia   |       | Pridi Banomyong                | Regente da Tailândia                | 1941–1945 | Ex-revolucionário e ministro de gabinete, foi nomeado para o conselho regencial em 1941. Em 1944, tornou-se o único regente e Chefe de Estado de facto, mas esta posição era apenas nominal. Ele secretamente se tornou líder das forças de resistência ou do Movimento Tailandês Livre em 1942. |
| Tailândia   |       | Khuang Abhaiwongse             | Primeiro-ministro                   | 1944–1945 | Foi o primeiro-ministro da Tailândia de 1944–45. |